# Northern (genre)
Pour les articles homonymes, voir Northern.
Le northern est un genre cinématographique, littéraire ou photographique dont l'action se déroule habituellement au Canada ou en Alaska.

## Historique

### XXesiècle: le northern canadien
Les premières œuvres northern, principalement popularisées par les histoires des écrivains Rex Beach et Zane Grey, étaient inspirées du mouvement littéraire western, très populaire aux États-Unis et au Canada anglais au début du XXe siècle. D'ailleurs, plus souvent qu'autrement, les premières œuvres northern étaient plutôt considérées comme appartenant au genre du western, ou représentant un sous-genre de celui-ci. On peut citer un film américain de 65 secondes, tourné en 1899, Scènes de la ruée vers l'or au Klondike, qui inaugure le premier montage au cinéma de plusieurs plans dont le rapprochement crée un sens global dans le genre documentaire.
Ce n'est qu'au cours des années 1920 que le genre northern s'est peu à peu formé une identité distincte, en raison de la multiplication de films américains et canadiens reliés à ce créneau en expansion. À cette époque, l'action des films northern se déroulait dans le Nord du Canada et les agents de la Gendarmerie royale du Canada y étaient omniprésents. Les années 1930, 1940 et 1950 ont également été très riches en films northern, puis le genre s'estompa peu à peu.

### XXIesiècle: le northern québécois
Dans les années 2000, environ un demi-siècle après l'âge d'or du northern, de nouvelles œuvres s'apparentant au genre ont fait leur apparition dans les cinémas. Toutefois, contrairement à ce qui était observé au XXe siècle, c'est au Québec, et non pas au Canada anglais, que le mouvement a pris de l'ampleur. Benoît Pilon, notamment, s'est d'abord fait remarquer avec son documentaire Des nouvelles du Nord, en 2007, qui portait sur l'état de la ville de Radisson, des décennies après les vastes travaux de la baie James. Puis, l'année suivante, son film Ce qu'il faut pour vivre, racontant la vie d'un chasseur inuit venu se faire soigner dans un sanatorium de Québec, a remporté trois prix Génie et trois prix Jutra. En 2009, le réalisateur québécois Louis Bélanger s'est lui aussi fait remarquer grâce à son film The Timekeeper (L'Heure de vérité), tourné en langue anglaise.
En 2010, le photographe Anthony Jourdain et le scénariste Maxime Desruisseaux ont publié une série de photographies appelée northern, qui avait pour but d'illustrer les grands thèmes du northern d'un point de vue québécois.

## Œuvres

### Cinéma
- Scènes de la ruée vers l'or au Klondike, réalisé par Thomas Crahan & Robert K. Bonine en 1899 ;
- Susannah, réalisé par William A. Seiter et Walter Lang en 1939 ;
- Les Tuniques écarlates, réalisé par Cecil B. DeMille en 1940 ;
- La Brigade héroïque, réalisé par Raoul Walsh en 1954 ;
- Des nouvelles du Nord, réalisé par Benoît Pilon en 2007 ;
- Ce qu'il faut pour vivre, réalisé par Benoît Pilon en 2008 ;
- L'heure de vérité, réalisé par Louis Bélanger en 2009 .

### Littérature
- L'Appel de la forêt, écrit par Jack London en 1903.
- Croc-Blanc, écrit par Jack London en 1906.

### Télévision
- Bienvenue en Alaska, diffusée de 1990 à 1995 à CBS.